# NGC 1012
NGC 1012 ist eine Spiralgalaxie vom Hubble-Typ Sa im Sternbild Widder auf der Ekliptik. Sie ist schätzungsweise 48 Millionen Lichtjahre von der Milchstraße entfernt und hat einen Durchmesser von etwa 35.000 Lj. Gemeinsam mit PGC 9808 und PGC 9705 bildet sie die kleine NGC 1012-Gruppe (LGG 67).
Das Objekt wurde am 11. September 1784 vom deutsch-britischen Astronomen Wilhelm Herschel entdeckt.

## NGC 1012-Gruppe (LGG 67)
| Galaxie  | Alternativname | Entfernung/Mio. Lj |
| -------- | -------------- | ------------------ |
| NGC 1012 | PGC 10051      | 48                 |
| PGC 9705 | UGC 2017       | 48                 |
| PGC 9808 | UGC 2053       | 50                 |